# Leucanitis radapicta
Leucanitis radapicta är en fjärilsart som beskrevs av Otto Staudinger 1901. Leucanitis radapicta ingår i släktet Leucanitis och familjen nattflyn. Inga underarter finns listade i Catalogue of Life.